# Big Game
Big Game (bra: Caçada ao Presidente; prt: Big Game - Instinto Caçador) é um filme de ação e aventura de 2014 dirigido por Jalmari Helander e escrito por Helander e Petri Jokiranta. O filme é estrelado por Samuel L. Jackson, Onni Tommila, Ray Stevenson, Victor Garber, Mehmet Kurtulus, Ted Levine, Felicity Huffman e Jim Broadbent. É um dos filmes finlandeses mais caros.
Estreando no Festival Internacional de Cinema de Toronto de 2014, o filme foi geralmente bem recebido, com IGN chamando-o de "um retorno ao filme de aventura dos anos 80 e 90 com uma pitada de violência dos quadrinhos em boa medida"”

## Sinopse
Quando o Força Aérea Um é abatido por terroristas que deixaram o Presidente dos Estados Unidos, William Alan Moore, encalhado no deserto da Finlândia, só há uma pessoa por perto que pode salvá-lo: um menino de 13 anos chamado Oskari Kontio. Na floresta, em uma missão de caça para provar sua maturidade para seus parentes, Oskari planejava rastrear um veado, mas em vez disso, descobre o homem mais poderoso do planeta em uma cápsula de fuga. Com os terroristas se aproximando para capturar seu próprio prêmio "Big Game", enquanto os funcionários do Pentágono assistem na transmissão via satélite—incluindo o vice-presidente, o diretor da CIA e o ex-agente de campo da CIA Herbert, trazido como consultor—a dupla improvável deve se unir para escapar de seus caçadores.
Já se sentindo em desvantagem como caçador devido à reputação de seu pai—seu pai tendo caçado e derrotado um urso em sua própria caça—a fé de Oskari em si mesmo é ainda mais abalada quando ele segue um mapa que seu pai deixou para ele, apenas para encontrar uma geladeira portátil unidade com uma cabeça de veado pré-morta. Moore tenta aumentar a confiança de Oskari, lembrando a Oskari que ele conseguiu salvá-lo, mas eles são posteriormente confrontados por Morris, o membro do Serviço Secreto dos Estados Unidos que orquestrou o ataque a bordo do Força Aérea Um, tendo se desiludido com Moore como presidente após sustentar um ferimento de bala que deixou um fragmento de estilhaço perto de seu coração—e Hazar, o mercenário que contratou Morris para levar Moore até ele. Embora Hazar decida colocar Moore na unidade de refrigeração e levá-lo para casa para matar, Oskari recupera sua confiança e salta para a unidade antes que possa ser carregada, cortando-a do helicóptero e escondendo-se dentro dela enquanto desce uma montanha para terra em um rio.
Descobrindo que o rio leva ao lago onde o Força Aérea Um caiu, Moore e Oskari nadam dentro do avião para esperar o resgate, mas são atacados por Hazar, que lança uma bomba-relógio, dizendo que tem novas ordens para matar o presidente agora, em vez de torturá-lo para uma execução posterior. Moore consegue pegar uma arma e atirar em Hazar antes que ele e Oskari escapem do Força Aérea Um pelos assentos ejetores, Oskari posteriormente atirando em Morris com uma flecha enquanto o ex-guarda-costas se inclina para fora de um helicóptero para atirar neles; enquanto a flecha não consegue penetrar o forro protetor no peito de Morris, o tiro é fatal, pois desaloja o estilhaço dentro de Morris de modo que empala seu coração. Enquanto Morris despenca, ele reflexivamente dispara sua arma e as balas atingem o helicóptero, matando o piloto. A explosão do Força Aérea Um destrói o helicóptero de Morris e manda Moore e Oskari voando de volta ao acampamento onde a vila de Oskari o espera, chegando ao mesmo tempo que a equipe do Navy SEAL enviada para procurar Moore. Com Moore atuando como o ‘prêmio’ de Oskari, ele garante ao pai de Oskari que seu filho é o homem mais corajoso que ele já conheceu, com Oskari posteriormente recebendo a Medalha de Honra por salvar a vida de Moore.
De volta ao Pentágono, o vice-presidente e Herbert revelam em uma discussão privada em um banheiro que Hazar era na verdade um agente da CIA; o plano era que ele mataria o presidente para inspirar uma nova Guerra ao Terror, mas com sua sobrevivência Moore se tornou um herói. Para garantir que nada possa ser rastreado até eles, Herbert mata o vice-presidente empurrando-o de volta contra a pia, posteriormente enxugando o sapato do vice-presidente e o chão com sabão para dar a impressão de que ele apenas escorregou.

## Elenco
- Samuel L. Jackson como William Alan Moore, Presidente dos Estados Unidos
- Onni Tommila como Oskari Kontio
- Felicity Huffman como o Diretora da Central Intelligence Agency
- Victor Garber como Vice-Presidente dos Estados Unidos
- Ted Levine como General Underwood
- Jim Broadbent como Fred Herbert, um ex-agente da CIA, conselheiro e chefe da Unidade Terrorista da Intel
- Ray Stevenson como Agente do Serviço Secreto Morris
- Mehmet Kurtuluş como Hazar, um agente da CIA se passando por terrorista freelance

## Produção
O orçamento do filme foi de € 8,5 milhões (equivalente a US$ 10 milhões na época), tornando-o o filme mais caro já produzido na Finlândia até então. Embora as aventuras na selva sejam retratadas para acontecer na Lapônia finlandesa, a filmagem ao ar livre no filme foi filmada nos Alpes e o resto foi filmado na Alemanha.[carece de fontes?]

## Recepção

### Bilheteria
Big Game estreou na Finlândia em 19 de março de 2015 na quarta posição, arrecadando US$ 324 321 em 113 telas. Na semana seguinte, caiu 38% para terminar o fim de semana na segunda posição, com US$ 199 996 em 103 telas. O filme arrecadou US$ 1 420 000 (€   1 271 847) em 26 de junho de 2015.
Em 17 de maio de 2015, o filme teve um total mundial de US$ 7 455 218.

## Resposta crítica
No Rotten Tomatoes, o filme tem um índice de aprovação de 78%, com base em avaliações de 88 críticos, segundo o consenso da crítica: “A vibração entusiástica de Big Game irá agradar aos fãs de filmes de ação dos anos 80 de baixo orçamento, mas o corroteirista/diretor Jalmari Helander adiciona um nível de inteligência e habilidade que o torna mais do que apenas uma homenagem.” No Metacritic, o filme tem uma pontuação média ponderada de 53 em 100, com base em análises de 18 críticos, indicando “críticas mistas ou médias”.
The Hollywood Reporter chamou isso de “uma história de resgate presidencial que é ridícula, no bom sentido”. IGN chamou de “Goonies com armas”.